# Philip Riefers
Philip Riefers (* 15. März 1990 in Krefeld) ist ein deutscher Eishockeyspieler, der zuletzt bis zum Ende der Saison 2024/25 bei den Krefeld Pinguinen aus der DEL2 unter Vertrag gestanden und dort auf der Position des Verteidigers bzw. rechten Flügelstürmers gespielt hat. Zuvor absolvierte Riefers unter anderem über 670 Spiele für die Krefeld Pinguine, Kölner Haie, Augsburger Panther, Adler Mannheim, Grizzlys Wolfsburg und Iserlohn Roosters in der Deutschen Eishockey Liga (DEL). Mit Köln und Wolfsburg wurde er insgesamt viermal Vizemeister.

## Karriere
Riefers kam im Alter von fünf Jahren zum Krefelder EV 1981, wo er bereits in den Mannschaften der Bambini und der Kleinschüler als talentierter Spieler galt und oft in der jeweils höheren Altersklasse aktiv war. Zur Saison 2005/06 stand der gelernte Flügelstürmer erstmals im Kader der Krefelder DNL-Mannschaft, nachdem er zuvor bereits in der Schüler-Bundesliga gespielt hatte. Dort konnte sich der Rechtsschütze durchsetzen und gehörte bereits in seinem zweiten Jahr mit 47 Scorerpunkten in 37 Spielen zu den besten Stürmern in der Liga. Eine Spielzeit später konnte Riefers seine Punkteausbeute erneut steigern und wurde mit 40 Toren in 36 Spielen bester Torschütze der Saison 2007/08 und mit insgesamt 68 Punkten der zweitbeste Scorer der Deutschen Nachwuchsliga. Der Angreifer besaß beim KEV einen Vertrag bis 2011 und ging in der Saison 2008/09 erstmals für die Krefeld Pinguine in der Deutschen Eishockey Liga (DEL) aufs Eis, wurde aber zudem mit einer Förderlizenz für den Kooperationspartner Landshut Cannibals aus der 2. Bundesliga ausgestattet.
Nach Stationen bei den Kölner Haien, mit denen er zweimal Vizemeister wurde, und den Augsburger Panthern wechselte er 2015 zum amtierenden Deutschen Meister Adler Mannheim. Riefers blieb eine Saison in der Kurpfalz und wurde dann im Mai 2016 von den Grizzlys Wolfsburg unter Vertrag genommen. Nach zwei Jahren in Wolfsburg, in denen er für die Grizzlys 110 DEL-Partien absolvierte und abermals zwei Vizemeisterschaften feierte, kehrte Riefers zur Saison 2018/19 zu den Krefeld Pinguinen zurück. Dort stand er bis zum Ende der Spielzeit 2019/20 unter Vertrag. Im November 2020 erhielt er einen Vertrag bei den Iserlohn Roosters aus der DEL. Nach 74 DEL-Spielen in zwei Jahren für Iserlohn kehrte Riefers abermals zu den Krefeld Pinguinen zurück, die im Frühjahr 2022 in die DEL2 abgestiegen waren.

### International
Riefers nahm mit der deutschen U18-Auswahl an der U18-Junioren-Weltmeisterschaft 2008 teil, wo er in sechs Spielen eingesetzt wurde. Seit 2009 war Riefers Stammspieler der deutschen U20-Auswahl und nahm mit dieser an der U20-Junioren-Weltmeisterschaft der Division I 2010 teil. Riefers erzielte zwei Tore und vier Assists in fünf Spielen und trug damit zum Wiederaufstieg in die Top-Division bei.
In der Spielzeit 2014/15 wurde er erstmals in der deutschen A-Auswahl eingesetzt.

## Erfolge und Auszeichnungen
- 2013 Deutscher Vizemeister mit den Kölner Haien
- 2014 Deutscher Vizemeister mit den Kölner Haien
- 2017 Deutscher Vizemeister mit den Grizzlys Wolfsburg
- 2018 Deutscher Vizemeister mit den Grizzlys Wolfsburg

### International
- 2010 Aufstieg in die Top-Division bei der U20-Weltmeisterschaft der Division I, Gruppe A

## Karrierestatistik
Stand: Ende der Saison 2024/25

### International
Vertrat Deutschland bei:
- U18-Junioren-Weltmeisterschaft 2008
- U20-Junioren-Weltmeisterschaft der Division I 2010

(Legende zur Spielerstatistik: Sp oder GP = absolvierte Spiele; T oder G = erzielte Tore; V oder A = erzielte Assists; Pkt oder Pts = erzielte Scorerpunkte; SM oder PIM = erhaltene Strafminuten; +/− = Plus/Minus-Bilanz; PP = erzielte Überzahltore; SH = erzielte Unterzahltore; GW = erzielte Siegtore; 1 Play-downs/Relegation; Kursiv: Statistik nicht vollständig)